# 20 Anos (álbum de Aline Barros)
20 Anos é um álbum de vídeo da cantora evangélica brasileira Aline Barros, gravado no Teatro Municipal de Paulínia em 17 de janeiro de 2012 para um público de duas mil pessoas de todo o Brasil que lotaram o local. Os ingressos do evento esgotaram em quatro dias.
O DVD é dirigido por Bruno Murtinho e Ronaldo Barros e é produzido pelos cantores do Roupa Nova: Cleberson Horsth e Ricardo Feghali.[carece de fontes?] O CD e DVD foram lançados pelo selo AB Records e distribuído pela Sony Music Brasil.
O projeto gráfico foi realizado pela Agência NaMassa.
O show teve as participações de Michael W. Smith, Tom Brooks e Abraham Laboriel, além de parentes da artista. O primeiro single do disco foi "Above All", gravado em um dueto por Michael W. Smith e a própria cantora, foi lançado em formato de download digital em 16 de julho do mesmo ano.
O álbum ganhou disco de ouro pela ABPD, pelas vendagens de mais de cinquenta mil cópias.
O single "Bem Mais que Tudo (Above All)" estreou na coluna "Gospel Brasil 50", da revista Billboard Brasil na quadragésima nona posição, entre os meses de novembro e dezembro de 2013, um ano após o álbum de vídeo der sido lançado.

## Faixas do CD
1. Você É de Deus
2. Bem Mais Que Tudo (Above All)
3. Deus do Impossível (Ao Vivo)
4. Fico Feliz (It Makes Me Glad)
5. O Poder do Teu Amor (The Power of your Love)
6. A Comunhão da Tua Glória
7. Digno É o Senhor (Worthy Is the Lamb)
8. Recomeçar
9. Família (Faithful Men)
10. Sem Limites
11. Guarda Tua Fé
12. Para Sempre Adorarei
13. Renova-me
14. Sou Feliz
15. Jesus Cristo Mudou Meu Viver (What a Difference You’ve Made in My Life)
16. Consagração/Louvor ao Rei

## Faixas do DVD
1. Você é de Deus
2. Deus do Impossível
3. Sem Limites
4. Se Clamares
5. Sou Feliz
6. Caminho da Fé
7. Corra Para Os Braços do Pai (If This World)
8. Para Sempre Te Adorarei
9. Jesus Cristo Mudou Meu Viver (What a Difference You’ve Made in My Life)
10. A Comunhão da Tua Glória
11. Recomeçar
12. Renova-Me
13. Família (Faithful Men)
14. Fico Feliz (It Makes Me Glad)
15. O Poder do Teu Amor (The Power Of Your Love)
16. Tu És Fiel/Pai Eu Te Amo (Father I Love You)
17. Bem Mais Que Tudo (Above All)
18. Te Louvarei (Draw Me Close)
19. Digno é o Senhor (Worthy Is The Lamb)
20. Guarda a Tua Fé
21. Consagração/Louvor Ao Rei

## Ficha Técnica
- Teclados: Clauber Stewart / Tom Brooks / Michael W.Smith (na música Draw Me Close To You / Te Louvarei)
- Guitarra Base: Clóvis
- Guitarra Solo: Sérgio Knust
- Baixo: João Paulo (Fofão) / Abraham Laboriel
- Bateria: Claudinho
- Violão: Ronaldo Barros
- Produção: Ricardo Feghali & Cleberson Horsth (Roupa Nova)
- Back Vocal: Cleide Jane, Janeh Magalhães e Fael Magalhães
- Participação da Orquestra de Cordas Villa Lobos

## Certificações
| País   | Empresa | Certificação  | Vendas  |
| ------ | ------- | ------------- | ------- |
| Brasil | ABPD    | Ouro [CD]     | +40,000 |
| Brasil | ABPD    | Platina [CD]  | +80.000 |
| Brasil | ABPD    | Ouro [DVD]    | +25.000 |
| Brasil | ABPD    | Platina [DVD] | +50.000 |